# Мамедов, Ашраф Гянджали оглы
Ашраф Гянджали оглы Мамедов (1904 — не ранее 1945) — советский военачальник, полковник.

## Биография
Родился в 1904 году в Шемахинском районе Азербайджана. В 1924 поступил на службу в РККА, а спустя два года стал членом ВКП(б). В том же году был назначен на должность политрука 1-го Азербайджанского стрелкового полка 1-й Азербайджанской сводной рабоче-крестьянской дивизии, которая позже стала основой для формирования 77-й стрелковой дивизии. В 1934—1935 годах занимал должность военного комиссара полка. В 1935 году Ашраф Мамедов поступил в Военно-политическую академию им. Н. Г. Толмачёва. После окончания Академии продолжил службу в должностях инструктора политотдела одной из воинских частей Харьковского гарнизона, а затем комиссара курсов 2-й Военно-медицинской академии. С апреля 1940 года Мамедов занимал должность военного комиссара 110-го стрелкового полка 53-й стрелковой дивизии им. Ф.Энгельса, дислоцированной в Саратове.

### Великая Отечественная война

#### 1941—1943
На фронтах Великой Отечественной войны с первых дней войны. 29 июня 1941 года 53-я стрелковая дивизия была выгружена на станции Орша и развёрнута в районе Рославля, южнее Смоленска. 110-й стрелковый полк остался в районе Гомеля и затем действовал в июне и июле 1941 года на другом операционном направлении в составе 63-го стрелкового корпуса 21-й армии Западного, позже Центрального фронтов. В тяжелейших боях июля 1941 года на Смоленском направлении Ашраф Мамедов был ранен, получил тяжёлую контузию и был направлен в госпиталь. После излечения, в сентябре 1941 года Ашраф Мамедов был переведён на должность военного комиссара 1150-го стрелкового полка 342-й стрелковой дивизии, сражался на Брянском фронте, участвовал в битве за Москву.
В марте 1942 года Ашраф Мамедов был назначен военным комиссаром 416-й стрелковой дивизии Закавказского фронта, участвовал в боях на Северном Кавказе. С сентября 1942 года по июнь 1943 года Ашраф Мамедов проходил обучение на Высших офицерских курсах «Выстрел» в Солнечногорске. После успешного окончания курсов в июне 1943 года в звании подполковника был назначен командиром 453-го стрелкового полка 78-й стрелковой дивизии, действовавшей на тот момент в составе 3-й гвардейской армии на Юго-Западном фронте. В расположение 453-го стрелкового полка, находящегося в тот момент под Лисичанском Ашраф Мамедов прибыл 3 июня 1943 года. Боевой опыт и полководческий талант Ашрафа Мамедов в полной мере начал раскрываться именно с боёв на Северском Донце.
10 — 14 октября 1943 года 78-я стрелковая дивизия в составе 3-й гвардейской армии Юго-Западном фронте участвовала в Запорожской наступательной операции Красной Армии. 453-й стрелковый полк подполковника Ашрафа Мамедова, после ожесточённых боёв на укреплённом рубеже немецкой обороны в районе хутора Семеновский в 15 км юго-восточнее города Запорожье, прорвал оборону противника и во взаимодействии с другими частями 78-й стрелковой дивизии, смяв немецкие части пытавшиеся закрепиться на промежуточных рубежах обороны, в 5.00 утра 14 октября 1943 года ворвался на юго-восточную окраину Запорожье. За отличное выполнение поставленных задач в боях за Запорожье 78-й стрелковой дивизии было присвоено почётное наименование «Запорожская». В ходе операции 453-й стрелковый полк уничтожил более 500 солдат и офицеров врага, захватил множество трофеев и пленных. За умелое руководство действиями полка и отличное выполнение поставленных боевых задач, Указом Президиума Верховного Совета СССР от 19 марта 1944 года, подполковник Ашраф Мамедов был награждён орденом Богдана Хмельницкого 2-й степени.

#### 1944—1945
6 марта 1944 года части 78-й стрелковой дивизии вышли на Государственную границу СССР по реке Прут. С 5 по 27 марта 1944 года 453-й стрелковый полк прошёл с боями 525 км первым из частей 78-й стрелковой дивизии форсировал на подручных средствах такие крупные водные рубежи как Днестр, Южный Буг и Прут. Бойцы и командиры полка первыми захватили плацдармы на противоположных берегах Южного Буга и Прута, освобождали стратегически важные узлы коммуникаций — город Умань и железнодорожную станцию Вапнярка. На правом берегу реки Прут полк захватил и в тяжёлых боях удержал плацдарм шириной 25 и в глубину 10 км, заняв при этом 16 румынских населённых пунктов. В ходе боёв было убито 353 немецких и румынских солдат и офицеров, захвачено 144 пленных (два офицера), пять орудий, 13 пулемётов, 202 винтовки, два паровоза, 40 вагонов, два склада с вещевым имуществом и боеприпасами. В боях по расширению этих плацдармов Ашраф Мамедов постоянно находился в передовых подразделениях полка, личным примером и отвагой подавал пример бойцам и командирам, был во второй раз тяжело контужен и направлен в госпиталь. За умелое руководство действиями полка и отличное выполнение поставленных боевых задач, представлением командира 78-й стрелковой дивизии генерал-майора Николая Михайлова от 21 марта 1945 года, подполковник Ашраф Мамедов был представлен к званию Героя Советского Союза. Представление было поддержано на уровне командующего корпусом. Однако мнения членов Военного Совета 27-й армии разделились. В итоге, Приказом № 059 по войскам 27-й армии от 22 апреля 1944 года подполковник Ашраф Мамедов был награждён орденом «Красное Знамя».
В августе 1944 года началась Ясско-Кишинёвская операция, в которой 78-я стрелковая дивизия принимала участие в составе 27-й армии. Дивизия успешно штурмовала в отрогах Прикарпатья так называемую «линию Антонеску». Были освобождены города Яссы, Тыргу-Фрумос, Унгены, враг был выбит со склонов хребта Маре. 27 августа 1944 года 453-й стрелковый полк во взаимодействии с другими советскими подразделениями ворвался в румынский город Рымнику-Сэрат. Частям освобождавшим город была объявлена благодарность Верховного Главнокомандующего И. В. Сталина, а 453-му стрелковому полку присвоено почётное наименование «Рымникский».
3 ноября 1944 года подполковник Ашраф Мамедов Указом Президиума Верховного Совета СССР был вторично награждён орденом «Красное Знамя» (за выслугу лет), о чём имеются в записи в его более поздних наградных листах.
В октябре — ноябре 1944 года в ходе наступления 27-й армии в Венгрии, 453-й стрелковый полк успешно развивал наступление, идя в авангарде 78-й стрелковой дивизии. Освободив от врага населённые пункты Комади, Деречке, Хайдусобосло, Хайдушоват. 20 октября 1944 года фронтальной атакой полка Ашрафа Мамедова первым из советских частей ворвался в Дебрецен. 78-я стрелковая дивизия продолжала наступление и 6 — 7 ноября 1944 года форсировала реку Тиса. 3 декабря 1944 года 453-й стрелковый полк одним из первых врывался в Мишкольц, в дальнейшем участвовал в освобождении городов и сел Чехословакии. Подполковник Ашраф Мамедов лично руководил действиями полка на протяжении всего хода наступления дивизии, снова показал своё тактическое мастерство и личное мужество. За умелое руководство наступательными действиями полка и сохранение в ходе наступления его высокой боеспособности, Приказом № 016/н по войскам 2-го Украинского фронта от 25 января 1945 года, подполковник Ашраф Мамедов был награждён орденом Суворова 3-й степени.
Кроме того, Приказом № 017 по войскам 27-й армии от 2 февраля 1945 года, он был награждён орденом Александра Невского и был повышен в звании до полковника.
В январе 1945 года 78-я стрелковая дивизия была переброшена для ликвидации крупной группировки врага, окружённой в Будапеште. Совершив марш в 150 километров, части дивизии заняли оборону в Пеште — восточной части венгерской столицы. Немецко-венгерская группировка оказывала противодействие, но после упорных боёв сложила оружие.
С 6 по 15 марта 1945 года 78-я стрелковая дивизия участвовала в составе 27-й армии в Балатонской оборонительной операции Красной Армии, сдерживая последний натиск Вермахта в войне с СССР. Главный удар немецкие войска нанесли между озёрами Веленце и Балатон. Части 78-й стрелковой дивизии находились во втором эшелоне советской обороны. Против 78-й стрелковой дивизии противник бросил 150 танков, 60 бронетранспортёров и крупные силы пехоты. 453-й стрелковый полк держал оборону северо-западнее населённого пункта Гардонь в районе города Секешфехервар. Немецкое командование применяло массированные танковые атаки. Бои не стихали круглые сутки. В расчёте на низкую эффективность советской артиллерии в тёмное время суток немцы продолжали вести наступательные действия и ночью, используя приборы ночного видения, диковинку для того времени. 11 марта 1945 года на позиции 453-го стрелкового полка обрушились 45 танков и 20 бронетранспортёров. Полк отбил семь немецких атак. Все действия противника в попытке прорвать оборону полка успеха не имели, личный состав полка показал исключительное мужество и стойкость в борьбе с танками. Всего с 9 по 14 марта 1945 года полк уничтожил 20 немецких танков, множество автомашин и более 800 немецких солдат и офицеров. Полковник Мамедов сумел организовать четкой взаимодействие стрелковых подразделений с артиллерией, максимально использовать имеющиеся в распоряжении огневые средства, включая противотанковые ружья, кумулятивные гранаты и бутылки с горючей смесью.
В результате ожесточённых боёв, за пять дней наступления немецким войскам удалось прорвать главную и вторую полосы обороны. Однако это не обеспечило им успеха, так как перед ними ещё лежали тыловой армейский и фронтовой рубежи обороны. За десять дней ожесточённых боёв атакующим немецким частям удалось продвинуться вперёд на 15−30 км. Сражение отличалось высокой интенсивностью и насыщенностью техникой (до 50−60 танков на 1 км фронта), применением тяжёлых танков «Королевский Тигр» и средних танков «Пантера», разных модификаций САУ. Однако упорное сопротивление советских солдат и созданная ими сильная оборона не позволили германским частям прорваться к Дунаю. Немцы не имели необходимых резервов для развития успеха. Понеся большие потери, 15 марта 1945 года немецкие войска прекратили наступление. За умелое руководство действиями полка и отличное выполнение поставленных боевых задач, представлением командира 78-й стрелковой дивизии генерал-майора Николая Михайлова от 21 марта 1945 года, полковник Ашраф Мамедов был повторно представлен к званию Героя Советского Союза. Представление было поддержано на уровне командующего корпусом. Однако мнения членов Военного Совета 27-й армии снова разделились. В итоге, Ашраф Мамедов снова не получил звание Героя Советского Союза, и вместо этого Указом Президиума Верховного Совета СССР от 28 апреля 1945 года был награждён лишь орденом Ленина.

### После войны
Кроме отмеченных выше наград Ашраф Мамедов награждался также медалями «За победу над Германией», «За взятие Будапешта», другими советскими правительственными наградами. 
После Победы над Германией до сентября 1945 года занимал должность командира 481-го стрелкового полка 320-й Енакиевской стрелковой дивизии. 
После демобилизации вернулся в родной Азербайджан, работал директором банно-прачечного комбината в Баку.